# Mary Noble
Mary Jessie MacDonald Noble (* 23. Februar 1911 in Edinburgh; † 20. Juli 2002 in Lasswade) war eine britische Saatgutpathologin in der Landwirtschaftsverwaltung von Schottland, sie gilt als die Initiatorin des Handbuchs für samenbürtige Pflanzenkrankheiten.

## Leben und Wirken
Mary Noble besuchte die Mary Erskine Schule und studierte an der Universität Edinburgh von 1920 bis 1935, wo sie einen Ehrenabschluss in der Botanik erhielt. Sie verfasste eine Dissertation über die mykologischen Aspekte der Samenpathologie, promovierte damit 1935 und gewann den Gunning Victoria Jubilee Preis.
Im Anschluss an die Universität war Noble im Pflanzenpathologiedienst des Landwirtschaftsausschusses (heute Scottish Agricultural Science Agency, SASA) angestellt, der im Royal Botanic Garden Edinburgh seinen Sitz hat. In Nobles Karriere zur Pflanzenpathologie gehörte Saatgut zum Hauptarbeitsgebiet. 
Im Jahr 1958 wurde Noble in Anerkennung ihres wissenschaftlichen Engagements in die Royal Society of Edinburgh als Mitglied berufen. Darüber hinaus engagierte sie sich als Mitglied in der British Mycological Society und der Vereinigung der Angewandten Biologen. Sie war auch Mitglied der International Seed Testing Association und veröffentlichte zusammen mit Paul de Neergaard und Jo de Tempe die Zusammenfassung der samenbürtigen Krankheiten (4. Auflage, ISTA, 1990). 
Im Jahr 1971 beendete Noble ihre Tätigkeit für Saatgutpathologie und Mykologie an der Landwirtschaftlichen Wissenschaftsgesellschaft Schottlands.
Noble starb am 20. Juli 2002 in Lasswade.